# Tártaros de Rumania

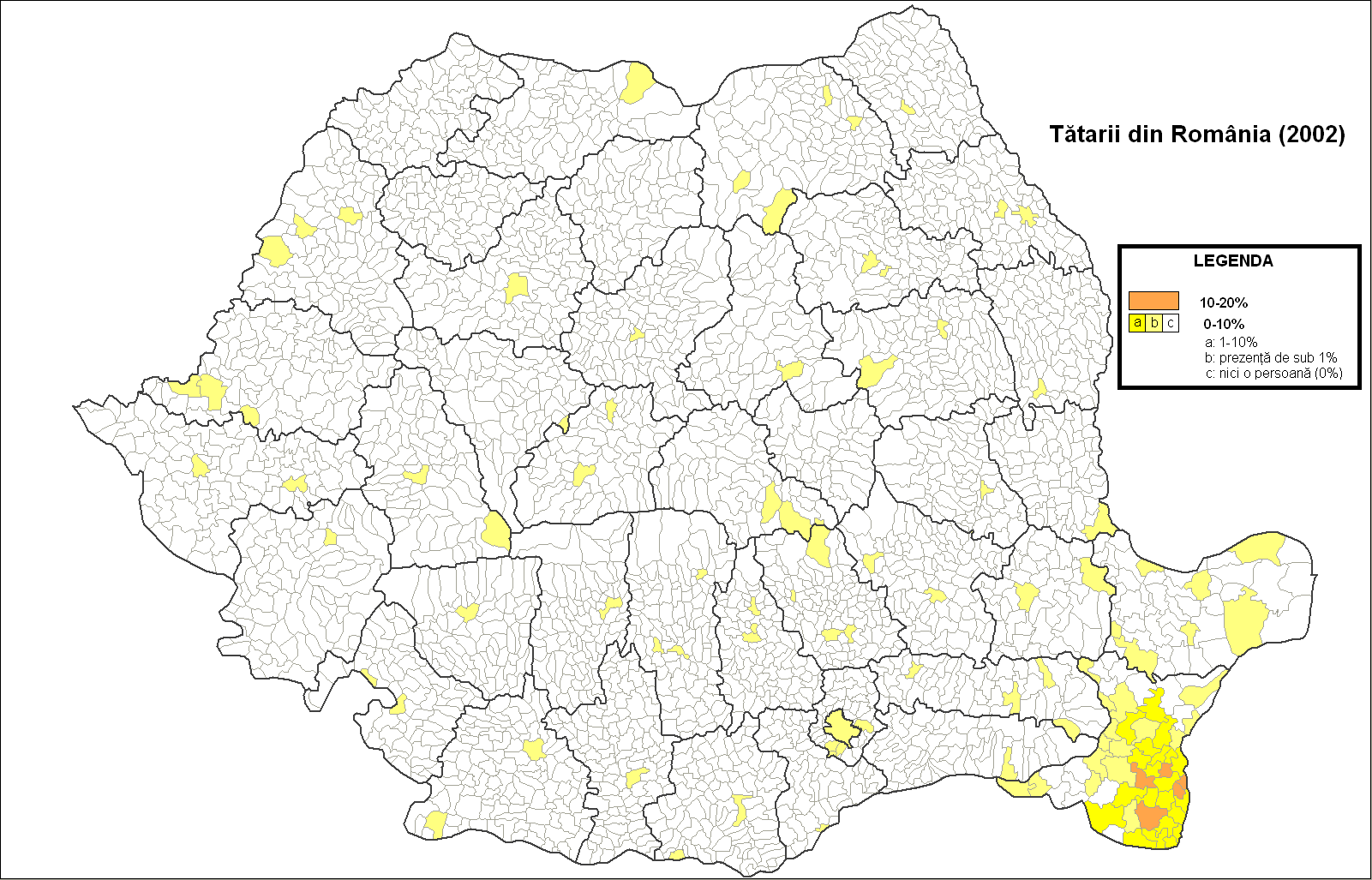
Distribución de los tártaros en Rumanía (censo de 2002)

Los tártaros de Rumanía o de Dobruja (en rumano: Tătari), son un grupo étnico túrquico que han estado presentes en el territorio de la actual Rumanía desde el siglo XIII. De acuerdo con el censo de 2011, 20.282 personas se declararon de nacionalidad tártara, la mayoría de ellos tártaros de Crimea radicados en el Distrito de Constanza. Constituyen la principal representación de religión islámica en Rumanía. 

## Historia

### Edad Media
Las raíces de la comunidad de los tártaros de Crimea presente en Rumanía se encuentran en la migración de cumanos del siglo X. No obstante, antes incluso de la llegada de los cumanos, otros pueblos túrquicos, como los hunos y los búlgaros ya se habían asentado en la región. Los tártaros llegaron a las bocas del Danubio a mediados del siglo XIII, en el momento de máximo apogeo de la Horda de Oro. En 1241, bajo el liderazgo de Kadan, los tártaros cruzaron el Danubio, conquistando y devastando la región.[cita requerida] Probablemente, esta región no quedó directamente sometida al dominio de la Horda, sino bajo un vasallo del Kan de Bajchisarai. Gracias a las fuentes árabes, se sabe que a finales del siglo XIII y principios del siglo XIV algunos descendientes de la Horda de Nogái se asentaron en Isaccea. Otro erudito árabe, Ibn Battuta, quién pasó por la región en 1330–31, se refiere a la ciudad de Baba Saltuk (Babadag) como la posición más meridional de los tártaros.
La Horda de Oro empezó a perder su influencia después de las guerras de 1352-1359 y, en esa época, hay registros de un jefe militar tártaro, llamado Demetrius, defendiendo las ciudades de las Bocas del Danubio. En los siglos XIV y XV el Imperio otomano colonizó Dobruja con nogayos de Budzhak. Entre 1593 y 1595 los tártaros de Nogai y Budzhak se habían asentado también en Dobruja (Frederick de Jong).

### Edad Moderna temprana
Hacia finales del siglo XVI, aproximadamente 30.000 tártaros nogayos de Budzhak fueron traídos a Dobruja.
Tras la anexión rusa de Crimea en 1783, los tártaros de Crimea empezaron a emigrar a las provincias costeras del imperio otomano de Dobruja (hoy divididas entre Rumanía y Bulgaria). Una vez en Dobruja, la mayor parte se asentó en las áreas que rodean Medgidia, Babadag, Constanza, Tulcea, Silistra, Beştepe o Varna y comenzaron a crear pueblos llamados en honor de su patria abandonada como Şirin, Yayla, Akmecit, Yalta, Kefe o Beybucak.[¿cuándo?]

### Edad Moderna tardía
De 1783 a 1853 decenas de miles de tártaros de Crimea y de nogayos emigraron a la región de Ruse, que acabaría siendo llamada "la pequeña Tartaria". A raíz de la conquista rusa de 1812, los nogayos de Budzhak también emigraron a Dobruja. Los tártaros asentados en Dobruja antes del gran éxodo de 1860 eran conocidos como Kabail. Formaron el escuadrón tártaro Kabail Tatar integrado en el ejército Nizam-ı Cedid (Nueva Orden) del sultán Selim III. Tuvieron un papel esencial en la lucha de Mahmut II contra Mehmet Ali Pasha de Egipto, aplastando las rebeliones en Bosnia y Herzegovina, el Kurdistán y las provincias árabes, y combatieron junto con los otomanos durante la Guerra de Crimea.
Los tártaros, junto con los albaneses, sirvieron como basi-bozuk (mercenarios), tenidos en alta estima por los otomanos, por lo que recibieron privilegios especiales en materia fiscal. Los otomanos concedieron, además, un cierto grado de autonomía a los tártaros, que fueron autorizados a gobernarse por su propio kaymakam, Kan Mirza. La dinastía Giray (1427-1878) se consolidó en Dobruja y mantuvo una posición respetada. Un tártaro de Dobruja, Kara Hussein, fue el  responsable de la destrucción del cuerpo de jenízaros bajo las órdenes del sultán Mahmut II.
Se estima que a partir de 1877-1878 entre 80.000 y 100.000 tártaros de Crimea emigraron de Dobruja a Anatolia, migración que continuó en menor medida hasta la Primera Guerra Mundial. Las razones para la emigración eran muchas: en 1883, el gobierno rumano aprobó leyes que imponían el servicio militar obligatorio para todos los ciudadanos rumanos, incluyendo a los tártaros, a quienes preocupaba que luchar en un ejército cristiano fuese en contra de su identidad musulmana. Otras razones incluían la hambruna de 1899 en Dobruja, varias leyes de 1880 a 1885 confiscatorias de tierras propiedad de tártaros y turcos, y las Guerras balcánicas (1912–13), que devastaron la región.

## De principios delsigloXXa la Segunda Guerra Mundial

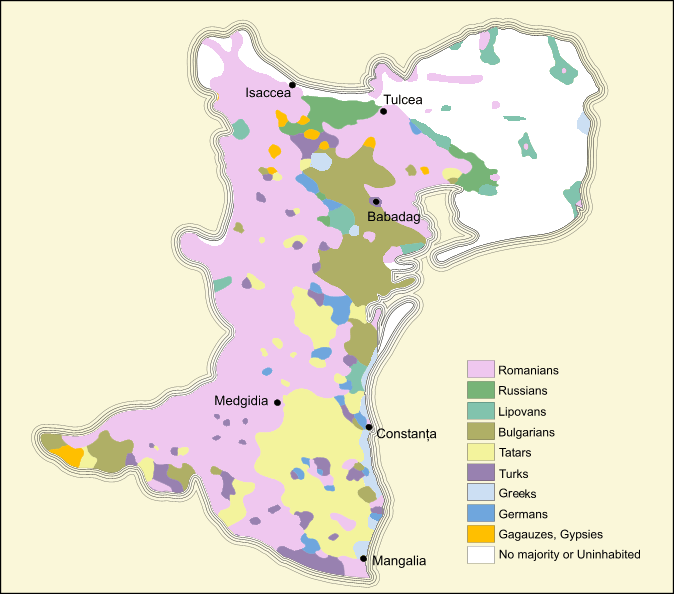
Nacionalidades en la zona norte de Dobruja a principios del, con los tártaros señalados en amarillo

En el último cuarto del siglo XIX comenzó a emerger una identidad nacional única de los tártaros de Crimea en Dobruja. Cuando Ismail Gasprinski, considerado por muchos como el padre del nacionalismo de los tártaros de Crimea, visitó Köstence (Constanţa) en 1895 descubrió que su diario Tercüman contaba ya con una amplia difusión. No obstante, es al poeta Mehmet Niyazi a quien se considera el principal responsable de extender las ideas nacionalistas entre los tártaros de Dobruja. Tras la caída del gobierno tártaro en Crimea, Dobruja se convirtió en el principal destino de refugio para los tártaros de Crimea. Muchos de estos refugiados abrazaron los postulados del Prometeísmo, movimiento ideado por el polaco Józef Pilsudski con el objetivo de lograr la autonomía de las nacionalidades presentes en las repúblicas soviéticas. Durante este periodo, la comunidad en Dobruja estaba liderada por Mustecip Hacı Fazıl (que más tarde tomaría el apellido Ulkusal). En 1918, cuando tenía 19 años de edad, se trasladó a Crimea para enseñar en escuelas tártaras y publicó el primer diario en tártaro en Dobruja, Emel, de 1930 a 1940. Él y otros nacionalistas se opusieron a la emigración tártara de Dobruja a Turquía por considerar preferible el reasentamiento en Crimea.
En la década de 1920, Dobruja siguió siendo el principal destino para los refugiados que huían de los Soviéticos. Los tártaros eran relativamente libres para organizarse políticamente y para publicar revistas basadas en ideas nacionalistas. Durante la Segunda Guerra Mundial muchos tártaros huyeron de Crimea y se refugiaron con familias Crimeas en Dobruja, que posteriormente serían severamente castigadas por la Rumanía Comunista. Los refugiados que intentaron escapar por mar fueron atacados por aviones del Ejército Rojo, mientras que quienes siguieron la ruta terrestre vía Moldavia consiguieron alcanzar Dobruja antes de que el Ejército Rojo capturara y deportara a la mayoría de ellos a Siberia el 18 de mayo de 1944. Necip Hacı Fazıl, responsable del comité de evacuación, fue ejecutado y su hermano Müstecip Hacı Fazıl huyó a Turquía.

## Situación posterior a la Segunda Guerra Mundial
En 1940, Dobruja meridional fue entregado a Bulgaria y sobre 1977 un número estimado de 23.000 tártaros vivía en Rumanía. Según Nermin Eren esa cifra aumentó a alrededor de 40.000 en la década de 1990. En 2005, la Unión Democrática de tártaros turco-musulmanes de Rumanía afirmó que existían 50.000 tártaros en Rumanía, considerando que la estimación realizada por el censo oficial era artificialmente baja porque la mayoría de tártaros se identificaron a sí mismos como turcos. Nermin Eren también calculó que el número de tártaros en Bulgaria rondaba los 20.000 en la década de 1990. Las fuentes búlgaras, por el contrario, los sitúan alrededor de 6.000, aunque son conscientes de que la mayoría de tártaros están casados con turcos o se identifican como turcos. Entre 1947 y 1957 empezaron a funcionar escuelas en tártaro en Rumanía y en 1955 se creó un alfabeto especial para la comunidad tártara. En 1990, se creó la Unión Democrática de tártaros turco-musulmanes. Actualmente Rumanía respeta los derechos de la minoría tártara y no aplica políticas de Rumanización.

## Subgrupos

### Tártaros de Crimea
Los tártaros de Crimea fueron traídos a Dobruja por los otomanos a resultas del creciente poder de los rusos en la región y su anexión de Crimea en 1783. Sin embargo, después de la independencia de Rumanía en 1877-1878, entre 80.000 y 100.000 tártaros de Crimea se trasladaron a Anatolia, una migración qué continuó después. Como tal, el número de tártaros en Dobruja septentrional bajó del 21% en 1880 al 5,6% en 1912. En 2002, constituían el 2,4% de la población.

### Nogayos
Los nogayos integrados en la población tártara no se contabilizan por separado en los censos de Rumanía. La mayoría ha emigrado a Turquía pero se estima que unos cuantos millares de nogayos todavía viven en Dobruja, especialmente en la ciudad de Mihail Kogălniceanu (Karamurat) y en los pueblos de Lumina (Kocali), Valea Dacilor (Hendekkarakuyusu) y Cobadin (Kubadin).

## Localidades con población tártara en el distrito de Constanza
- - Ciocârlia — 11.18%
  - Valu lui Traian — 9.81%
  - Techirghiol — 9.22%
  - Independența — 8.68%
  - Comana — 8.37%
  - Medgidia — 8.07%
  - 23 agosto — 7.89%
  - Mereni — 7.85%
  - Topraisar — 6.48%
  - Agigea — 6.39%
  - Murfatlar — 5.5%
  - Cobadin — 4.86%
  - Amzacea — 4.71%
  - Grădina — 4.47%
  - Tuzla — 4.38%
  - Eforie — 3.55%
  - Castelu — 3.37%
  - Mangalia — 3.25%
  - Mihail Kogălniceanu — 3.23%
  - Ovidiu — 3.01%
  - Lumina — 2.98%
  - Limanu — 2.85%
  - Siliștea — 2.69%
  - Constanța — 2.59%
  - Albești — 2.39%
  - Bărăganu — 1.7%
  - Cumpăna — 1.41%
  - Pecineaga — 1.41%